# 兩德統一

德國的統一，包括1957年萨尔保护领併入西德以及1990年东德、西德與西柏林合併為統一的德国

兩德統一，也稱德意志再統一（德語：Deutsche Wiedervereinigung），是指二戰後處於分裂狀態的德國重新成為單一主權國家的過程，其中以1990年10月3日德意志民主共和國（東德）以新的五個邦身份、以及東西柏林整合後的柏林邦加入德意志聯邦共和國（西德）為標誌性事件。1990年3月18日東德舉行第一次民主選舉之後，東西德立即展開統一談判，最後兩德與二戰後佔領德國的四國（美、英、法、蘇）達成《最终解决德国问题条约》，允許統一之後的德國成為完全獨立自主的國家，四個佔領國的特權全部取消。統一的德國繼續留在歐洲共同體（即後來的歐盟）以及北大西洋公約組織，原東德脫離華沙條約組織，並以德意志聯邦共和國（原西德）作為兩德統一後的國家主體。蘇聯解體後，俄羅斯在原東德地區的駐軍於1994年撤離，而原東德地區亦在《最終解決德國問題條約》的框架下成為無核武地區。

## 德国分裂

1949年德國的分界。後來的西德自美、英、法佔領區組成（未包括法國占领的萨尔保护领，該地於之後的1957年併入；也不包括西柏林），東德自蘇佔區成立。

第二次世界大戰德意志第三帝國覆滅，德國全境被西方盟軍和蘇軍分別佔領。根據波茨坦會議其英、美、法、蘇四國的協議，決定在德國戰敗後將其一分為四，分別由四個戰勝國佔領，並且合組一個最高管理單位「盟國管制理事會」來治理德國事務。由於理念上的差異，在戰後以美國為主的西方陣營與以蘇聯為主的共產陣營逐漸疏遠。
1948年2月至6月，美國、英國、法國、比利時、荷蘭、盧森堡六國召開倫敦外長會議，提出所謂的「倫敦建議」，內容為法佔德區與英美佔德區協調經濟政策，共同管制對外貿易，並共同制憲，成立西德國家，以西德為中心復興歐洲。6月18日，美英法三國宣佈由6月21日起西佔區實行單方的新貨幣改革，即發行有B記號之馬克。
蘇聯得知後，於6月19日提出抗議，軍事長官索洛科夫斯基發表《告德國民眾書》，認為英美法三國欲分解德國。6月22日，蘇聯佔區也實行貨幣改革，發行新的D記號馬克，於6月24日全面切斷西佔區與柏林的水陸交通及貨運，只保留從西德往柏林三條走廊通道，史稱柏林封鎖。1948年中開始，蘇聯對使用西德馬克的西柏林地區進行封鎖，為期11個月，希望透過此舉達到完全控制整個柏林地區的目的，但在西方國家持續以空運方式進行的柏林空運之支援下沒有實現。
1949年5月12日，柏林封鎖解除。5月23日，德意志聯邦共和國宣佈正式成立。10月7日，德意志民主共和國宣佈正式成立。德國正式分裂成兩部分。

## 統一過程

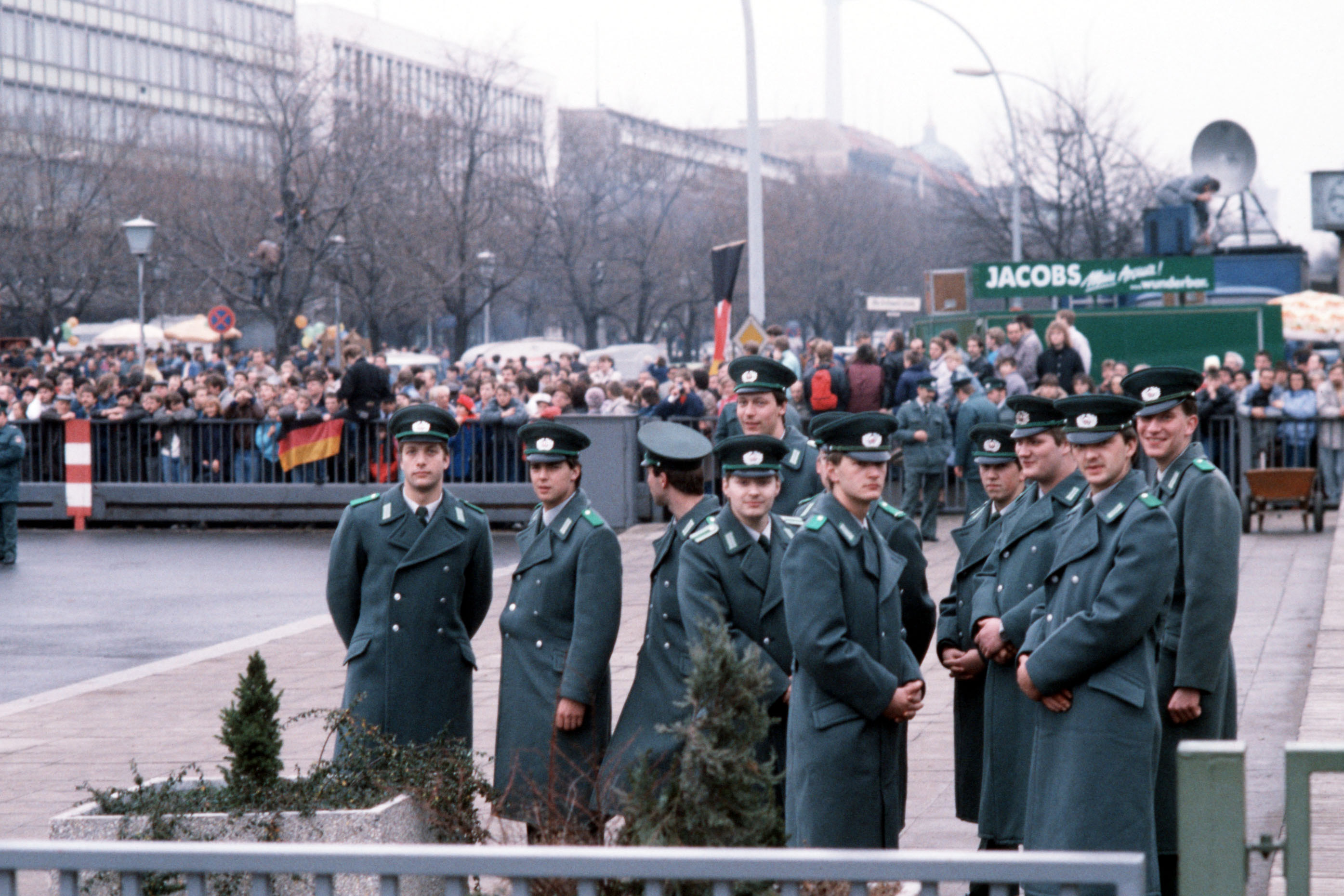
1989年12月22日，東德人民警察等待勃蘭登堡門的開放。

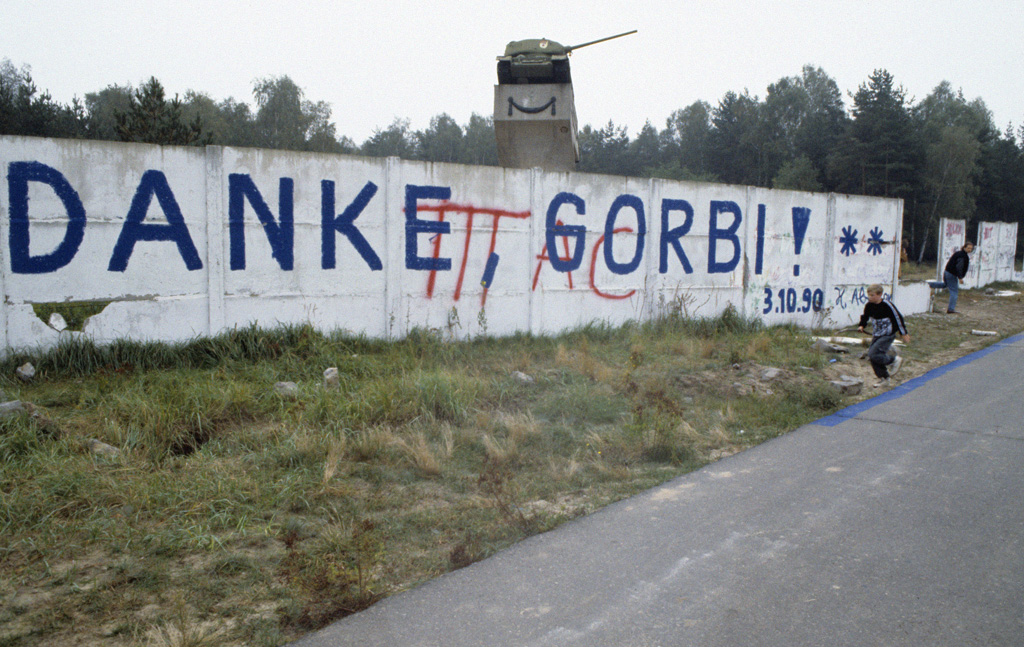
1990年10月3日，柏林牆，牆上寫著大字：“謝謝，戈比！（指戈爾巴喬夫）”。

自1945年後，德國一直處於分裂的狀況。由於很多德國人對東德的社會主義政權不滿，有大批東德人逃亡到西德。對此，東德實行的政策嚴格控制兩德之間的人員流動。1961年8月13日，東德開始建造柏林圍牆。東德稱此圍牆爲「反法西斯防衛牆」，但實際上建圍牆的真正目的是禁止東德人逃入西柏林。1989年3月28日，東德開始實施新的邊境管理條例，放寬了對公民出境的管制，從而直接引發了一定規模的逃亡潮，在此後的不到一年間，約有十餘萬東德公民通過各種途徑輾轉移民西歐，形成第三次東德居民出逃浪潮。1989年9月，東德進一步放寬邊境管理，西德公民甚至可以在東德的領土過夜。更寬鬆的邊境管理反而進一步激起了東德公民的抗議浪潮，在萊比錫等城市持續爆發群眾集會和遊行，要求東德當局發揚民主，實行改革，改善經濟和服務，開放出國旅行、放寬對新聞媒介的限制。

在所有曾因德國國內邊界（東德與西德邊界）而遭分隔的道路上，都可找到這個告示：「在此處，德國與歐洲曾處於分裂狀態，直至1989/90年XX月XX日XX時XX分」；而道路實際重開日期及時間因地方而異。（本圖片中的告示文字為：「在此處，德國與歐洲曾處於分裂狀態，直至1989年11月12日14時」）

1989年9月下旬，同屬東歐陣營的捷克斯洛伐克政局發生變化，開始民主化改革，東德遂停止了其與捷克斯洛伐克間的互免簽證交通。同時為了平息國內的抗議活動，東德政府在10月初重新收緊了一度放開的邊境管制，再次禁止西德公民進入東德。此舉不僅沒有平息抗議浪潮，反而火上澆油。
1989年10月7日，即東德的40週年國慶，東德各大城市包括萊比錫、德累斯頓、波茨坦、馬格德堡、 耶拿等地爆發不同規模的抗議示威，在首都柏林國慶慶典會場附近，7,000餘名市民聚集抗議，並與警察爆發了衝突，數百人被捕。此後群眾抗議活動不斷升級，抗爭的內容也在悄然發生變化，從最初的爭取旅行自由，放寬新聞控制，逐漸轉變為要求反對派組織合法化、要求多黨制和自由選舉等，這種全國性大規模的群眾抗議活動是東德歷史上從來沒有出現過的。幾乎同時，波兰和匈牙利的政局發生剧变，兩國政府相繼宣布不再遣返出逃到該國的東德公民。
1989年10月18日，德國統一社會黨總書記埃里希·昂納克宣布因為健康原因辭職，統一社會黨中央委員會選舉埃貢·克倫茨接替昂納克出任統一社會黨總書記，克倫茨上台後隨即宣布實行“徹底改革”，宣布赦免所有外逃和參與遊行的人，並與西德政府正式接觸。但是昂納克的辭職和新政策都沒有平息民眾的抗議聲浪，東德各地的遊行依舊進行。
隨著新東德領導人的上台，東德境內原本非法的反對派組織開始獲准公開活動，在這些反對派組織的協調下，全國各地的抗議活動不斷升級，11月4日柏林爆發50萬人參與的大遊行，6日萊比錫50萬市民上街遊行。在強大的壓力下，民主德國政府於7日宣布集體辭職，8日德國統一社會黨政治局集體辭職，同日選出以克倫茨為首的新政治局。9日，民主德國宣布其公民無需申報特殊理由即可辦理護照，東德居民獲得遷徙的自由，不久東德居民開始翻越柏林牆前往西德，此後柏林牆形同虛設，兩德居民實現了自由遷移。
11月13日，東德民主黨派德國農民民主黨主席京特·馬洛伊達當選東德人民議會主席。 17日東德成立了聯合政府，在聯合政府的26名內閣成員中，統一社會黨人只佔15位。新政府上台後提出與西德建立契約共同體的構想。 12月1日東德議會通過憲法修正案，刪去了憲法中國家受工人階級及其馬克思列寧主義政黨領導的條款；3日，由克倫茨繼任總書記並為首的統一社會黨政治局再次全體辭職，統一社會黨中央特別會議決定，驅除包括昂納克內的中央領導人出黨；7日包括統一社會黨、民主黨派、反對派在內的各東德政黨，在柏林召開圓桌會議，會議決定建立東德新憲法，遣散秘密警察部隊，於1990年5月6日舉行大選，逮捕和調查包括昂納克在內的德共領導人當政時的犯罪行為。
12月8日，德國統一社會黨召開特別大會，選舉了黨的新領導人，並宣布更名為民主社會主義黨，在德國實行多黨制，建設民主社會主義。11日，東德政府宣布解散負責柏林牆防務的工人階級戰鬥軍。25日聖誕節期間，數十萬西德居民湧入東德旅遊。28日，一家東德公司開始出售柏林牆的碎塊。
1990年3月18日，東德大選，基督教民主聯盟成為第一大黨，東德社民黨成為第二大黨，民主社會主義黨為第三大黨。 4月12日東德基民盟和東德社民黨宣布聯合組閣，民主社會主義黨第一次成為在野黨。

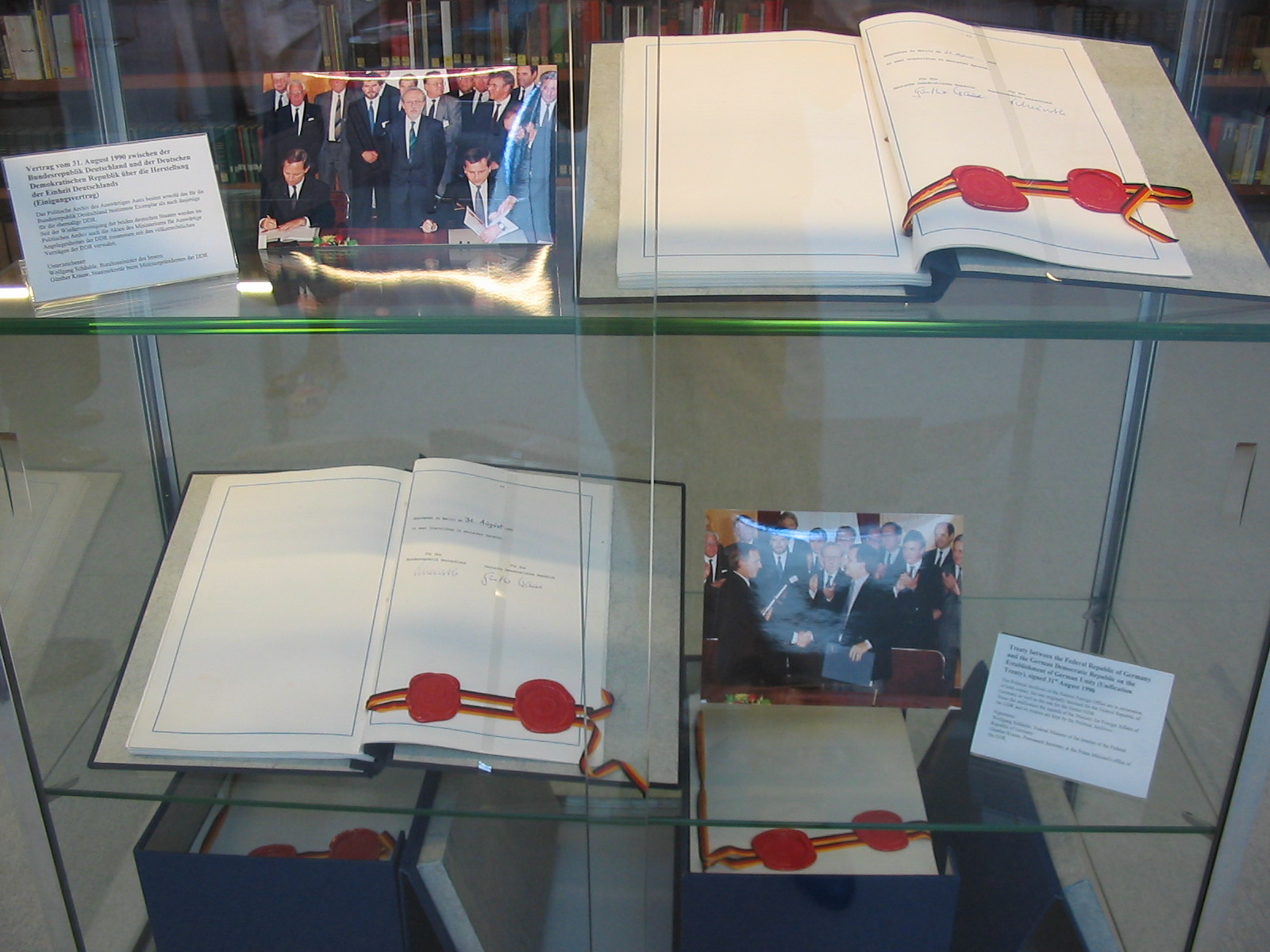
1990年8月31日簽署的統一條約的兩份原本，由西德內政部長沃爾夫岡·朔伊布勒和東德國務秘書京特·克勞斯簽署。

5月18日，東德新政府與西德簽署國家條約，條約規定了兩德將建立貨幣、經濟和社會聯盟，7月1日條約生效，東德馬克退出流通（之前東德居民限量4000以1:1；4000以上2:1的比例，將東德馬克兌換成西德馬克），自7月2日開始西德馬克成為兩德統一共同的貨幣。 7月6日兩德開始就第二個國家條約進行談判，條約規定了兩德統一的原則、方式和時間，以及兩德統一後的政治制度等。最終在1990年8月31日簽署了第二個國家條約，條約規定，東德於同年7月23日恢復設置的五個州，均遵照《德意志聯邦共和國基本法》第23條集體加入德意志聯邦共和國，並實行三權分立的多黨制議會民主制度。隨後，該等條約於同年9月20-21日，分別獲雙方議會通過，28日同時在東、西德刊登憲報，10月3日00:00（CEST）起生效。

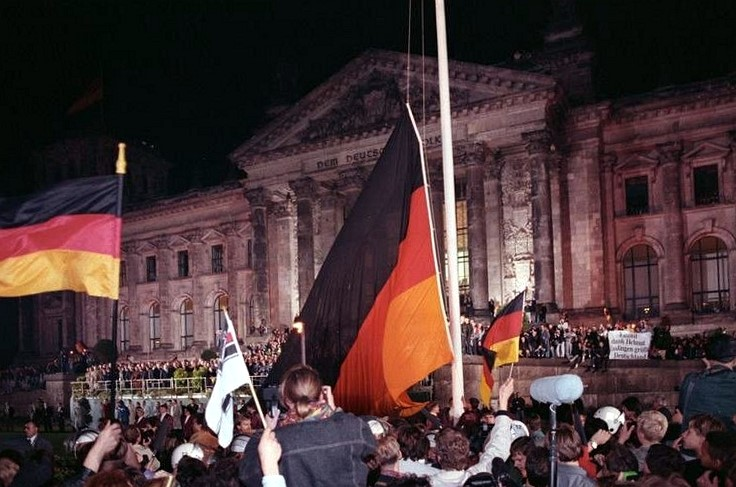
1990年，德國人在國會大廈前慶祝統一。

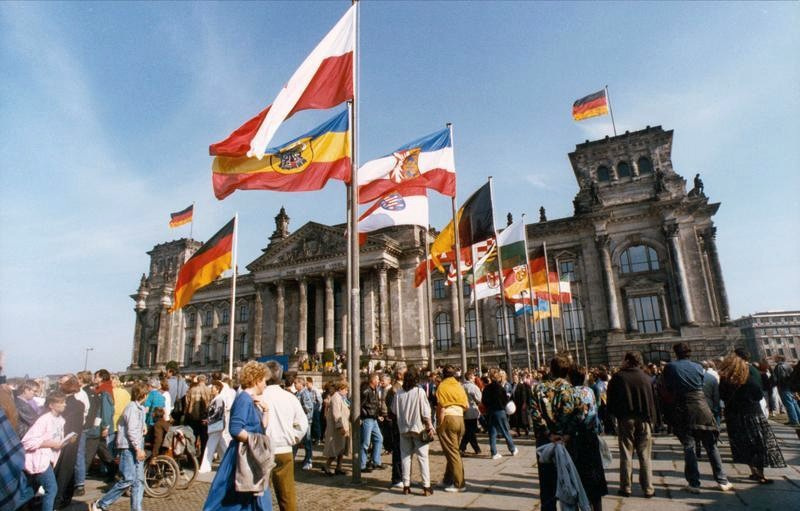
1990年10月3日統一當天早上，飄揚於國會大廈前旗杆上的16面德国各州的州旗，象征著全德一統。

1990年10月2日，東德政府機關停止工作，西德接收了東德的駐外使領館，10月3日，兩德統一慶典在柏林舉行，兩德正式宣布統一。原屬東德的五個邦——勃蘭登堡、梅克倫堡-前波美拉尼亞、薩克森、薩克森-安哈爾特、圖林根正式加入德意志聯邦共和國。
當時有兩個統一方式可以選擇：一是單純修改西德基本法（德語：Grundgesetz）把其權力擴展到原屬東德的五個邦從而於憲制上成為同一個國家；二是把統一過程當成是東西兩個德國的正式合併，產生一個新德國並重寫憲法。其中前者並非創設了一個新的德國，而是以西德吸收東德的方式統一，程序也比較簡單，亦是當時德國選擇的方式，但如同沒將東德視為對等主權國，讓部分原東德人民產生被“舊聯邦共和國”佔領或成為西德附屬地區的情緒。
為了讓統一更順利和讓其他國家消除疑慮，德國對基本法作了一些修改：第146條條款的修改，讓當時基本法第23條款能用於統一。在原屬東德的五個邦（後泛稱）加入聯邦德國之後，基本法再度被修改，並說明「在已統一的領土以外，沒有任何德國領土尚未加入德國」。不過此基本法仍可在未來被修訂，它保留容許德國人接納另一部新的憲法。
1990年11月14日，德國政府與波蘭簽訂《德波邊界條約》，最終確認兩國現在的奧德尼斯線作為邊界；故此，德國放棄對西里西亞、東波美拉尼亞、但澤和東普魯士的領土要求。12月，舉行了1933年以來第一次全德自由公正的選舉，結果總理赫爾穆特·科爾領導的聯合政府比上次選舉贏得更多議席，以代表更強的多數民意領導新的德國。

## 影响
两德统一加速了东欧剧变，更多东欧国家开始摆脱苏联的控制，也同时加速了冷战的结束。统一后的德国成为了欧洲一体化的主要推动者，也成为了经济实力最强大的欧盟成员国，同时德国也进一步成为了欧盟内部事务的仲裁者，西德聯邦國防軍與東德國家人民軍則透過稱為「統合軍隊」（Armee der Einheit）的進程實施了合併。但统一后原东德地区的经济发展远远落后于原西德地区，导致了大批的东德人移居西德，东德经济迟迟无法发展，所以东德地区的极右翼势力强大，且东德人相较西德人更加排外。两德于1990年统一后苏联驻德集群并未撤回苏联；至1991年苏联解体后，该集群由俄罗斯联邦军接管并继续驻扎于前东德地区，翌年停止在德國境內進行射擊演練，但直到1994年俄罗斯的西方集群方才撤出德国。

## 外部連結
- The Unification Treaty (Berlin, 31 August 1990) （页面存档备份，存于） website of CVCE (Centre of European Studies)
- Hessler, Uwe, "The End of East Germany" （页面存档备份，存于）, dw-world.de, 23 August 2005.
- Berg, Stefan, Steffen Winter and Andreas Wassermann, "Germany's Eastern Burden: The Price of a Failed Reunification" （页面存档备份，存于）, Der Spiegel, 5 September 2005.
- Wiegrefe, Klaus, "An Inside Look at the Reunification Negotiations" （页面存档备份，存于）Der Spiegel, 29 September 2010.
- "Unfriendly, even dangerous"? Margaret Thatcher and German Unification, Academia.edu, 2016. （页面存档备份，存于）
- Problems with Reunification from the Dean Peter Krogh Foreign Affairs Digital Archives （页面存档备份，存于）